# Walter Gerbracht
Walter Gerbracht (* 18. August 1942 in Delmenhorst; † 28. September 2019 in Bremen) war ein deutscher Fotograf und Politiker der SPD sowie Deputierter und kurzzeitiges Mitglied der Bremischen Bürgerschaft.

## Biografie
Gerbracht wuchs in Bremen-Borgfeld auf und wohnte später in der Südervorstadt. Er war mehr als drei Jahrzehnte lang als Fotograf für den Weser-Kurier tätig, zunächst für die Stadtteil-Ausgaben, später auch für den Hauptteil. 2008 beteiligte er sich an der Gründung des Kultur- und Geschichtsvereins des Geschichtsvereins Lastoria und war deren Vorsitzender.
Er verstarb in einem Hospiz im Bremer Stadtteil Walle.

### Politik
Gerbracht war seit den 1960er-Jahren in der SPD aktiv. Von 1979 bis 1987 war er Deputierter für Bildung und Umweltschutz in der Bremischen Bürgerschaft. Im Oktober 1990 rückte er für den ausgeschiedenen Wolfgang Klatt als Abgeordneter in die Bürgerschaft nach und gehörte ihr bis zum Ende der Wahlperiode rund ein Jahr später an. Im Januar 1995 rückte er für die verstorbene Jutta Kellmann-Hoppensack erneut für wenige Monate in die Bürgerschaft nach, bis zur vorzeitigen Auflösung des Parlaments.